# 馬里昂鎮區 (北達科他州鮑曼縣)
馬里昂鎮區（英語：Marion Township）是位於美國北達科他州鮑曼縣的一個鎮區。

## 地方資料
馬里昂鎮區的面積為79.57平方千米，當中陸地面積為79.08平方千米，而水域面積為0.49平方千米。根據2010年美國人口普查的數據，當地共有人口17人，而人口密度為每平方千米0.21人。